# Pic de la Tallada
El Pic de la Tallada és una muntanya de 1.919,2 metres d'altitud del límit dels termes comunals d'Aiguatèbia i Talau i la Llaguna, tots dos de la comarca del Conflent, a la Catalunya del Nord. És a la zona oest del terme d'Aiguatèbia i Talau i a l'est del de la Llaguna, al sud-est del Bosc Comunal de la Llaguna. És a la Serra de la Tallada, al nord-oest del Coll de la Llosa i al sud-est del Roc del Cim de la Coma de l'Egua.